# Rezerve minime obligatorii
 Rezervele minime obligatorii  (acronim RMO) sunt reprezentate de disponibilități bănești ale instituțiilor de credit, în moneda țării și în valută, păstrate în conturi deschise la Banca centrală. Funcțiile principale ale mecanismului RMO constituite în moneda băncii centrale sunt cea de control monetar (aflată în strânsă corelație cu cea de gestionare a lichidității de către Banca Centrală) și cea de stabilizare a ratelor dobânzilor de pe piața monetară interbancară. Rolul major al rezervelor minime obligatorii în valută este acela de a tempera expansiunea creditului în valută.